# Паспорт громадянина Ємену
Паспорт громадянина Ємену — документ що використовується для підтвердження громадянина Ємену та Туризму. Паспорти видаються Службою імміграції та натуралізації Міністерства внутрішніх справ, і деякими єменськими консульствами та посольствами по всьому світу.
Як правило паспорт має 42 сторінки, темно-синю обкладинку з гербом Ємену (та словами "Республіка Ємен" та "Паспорт" на англійській та арабській мові). На арабській транскрипції, сторінки паспорту читаються з права на ліво. Паспорт дійсний протягом шести років з дати видачі.

## Зміст паспорту
На першій сторінці паспорта надається інформація власника паспорту  арабською та англійською мовами. Зліва від даних сторінки - розташована фотографія власника паспорта. Інша ідентифікаційна інформація розташована на сторінках:
- Номер паспорта
- Код країни
- Тип
- Повне ім'я
- Прізвище
- Місце народження
- Дата народження
- Стать
- Професія
- Ким видано паспорт
- Дата видачі
- Термін придатності
- Штрих-код
- Коди для машинного зчитування

## Положення
Паспорт однієї особи не повинен перебувати в інших осіб, які не мають права володіти ним. Будь-яка втрата або крадіжка паспорта негайно повідомляється відповідній установі.
Титульна сторінка має інформацію власника паспорта та дані родичів, які знаходяться в Республіці Ємен.
Паспорт містить дві сторінки заміток, чотири сторінки доповнень та 32 сторінки для віз.
Паспорти містять інформацію про установу видачі, яка показується владі всіх інших країн, і визначає пред'явника як громадянина країни видачі.
Паспорт включає вимогу про допомогу власнику, і оброблянню даних відповідно до міжнародних стандартів.
Міністр закордонних справ закликає відповідні сторони дозволити власникові цього паспорта вільно пересуватись, а також допомагати зі своєї сторони у разі виникнення труднощів.

## Заходи безпеки
Багато заходів безпеки містяться в паспорті Ємену, щоб запобігти шахрайству. Вони містяться на першій сторінці. Штрих-код та двомірний водяний знак розташовані на другій. Під впливом УФ світла паспорт показує карту Ємену та логотип країни.
Під впливом світла номер сторінки паспорта, написаний на арабською та англійською мовами, видно у верхній частині аркуша з обох сторін. На краю паперу міститься срібна смужка з прапором , який повторюється 10 разів, а слово "Ємен" написано арабською та англійською мовами. Герб друкується тричі посередині.

## Візові вимоги

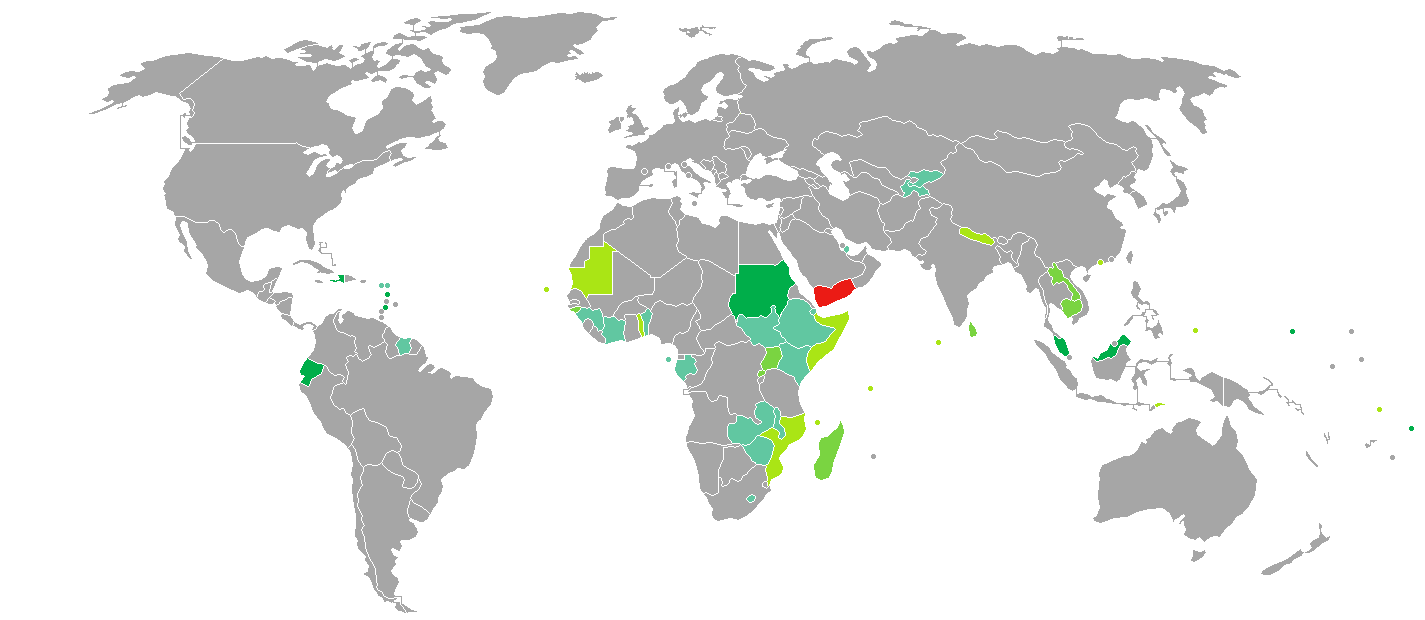
Країни та території з безвізовим режимом або віза надається по прибутті для власників звичайних паспортів Ємену
Ємен
Безвізовий режим
Віза по прибутті
eVisa
Віза доступна як по прибутті, так і онлайн
Необхідна віза

В 2016 році громадяни Ємену мали безвіз або оформлення візи по прибутті в 38 країнах та територіях. Єменський посідає 97 місце в Visa Restrictions Index. 
27 січня 2017 року Президент Сполучених Штатів Дональд Трамп підписав указ про припинення всіх прийомів біженців з семи країн (згодом шести), включаючи Ємен.